# San Juan Bautista Lo de Soto
San Juan Bautista Lo de Soto es una localidad mexicana situada en el estado de Oaxaca cerca de los límites con el estado de Guerrero. Tiene una proporción importante de habitantes afromexicanos. También cuenta con población indígena.

## Localización
San Juan Bautista Lo de Soto se localiza en las coordenadas 90° 20’ 50’’ longitud oeste, 16° 30’ 35’’ latitud norte y a una altitud de 75  metros sobre el nivel del mar. Limita al norte con el estado de Guerrero; al sur con Santiago Tapextla y Santo Domingo Armenta; al oeste con el estado de Guerrero, y al este con Mártires de Tacubaya, Santa María Cortijo y Santiago Llano Grande. La distancia aproximada a la capital del estado es de 453 kilómetros. 

## Hidrografía
Los principales ríos son el Panamá y el Juchatengo. Cuenta con el arroyo Liro, que nace en la brecha Soto-El Quiza y desemboca en el río Cortijo. Al poniente se encuentra el arroyo El Limón que desemboca en el mismo río. 

## Clima
El clima es el cálido-húmedo, con una temperatura media de 27.2 °C y una precipitación pluvial del 1041.2 milímetros anuales. 

## Principales fiestas
- Celebración del día de San Juan, el 24 de junio.
- Viernes de Dolores (Semana Santa).
- Las carmelitas (16 de julio).
- El 17 de septiembre que se efectúa el jaripeo tradicional.
- Danza de los diablos
- 28 de junio, dia del orgullo LGBT

## Demografía
En el censo nacional mexicano de 1930, Lo de Soto registra 1385 habitantes, en donde 666 eran hombres y 719 eran mujeres.

## Presidentes municipales
| José Salinas                    | 1920-1922 |        |
| José Albino Arellanes           | 1923      |        |
| Arnulfo Peñaloza                | 1924      |        |
| Aurelio Valentín                | 1925      |        |
| Bustamante Ojeda Carmona        | 1933      |        |
| Othoniel Montor                 | 1937      |        |
| Aquileo Aguirre Lorenzo         | 1943-1944 |        |
| Rosalindo Gil Guzmán            | 1945      |        |
| Ignacio Armenta Lorenzo         | 1946      |        |
| Cristóbal Cortes López          | 1947      |        |
| Amado Guillén Ruiz              | 1948      |        |
| Alberto Olmedo Ibarra           | 1949      |        |
| Evodio Cande la                 | 1950      |        |
| Aquileo Aguirre Lorenzo         | 1951-1952 |        |
| Sergio Armenta Lorenzo          | 1953-1956 |        |
| Ignacio Hernández Javier        | 1957-1958 |        |
| Francisco Clemente Melo         | 1959      |        |
| Procoro Aguirre Méndez          | 1960-1962 |        |
| Esteban Olmedo Ibarra           | 1963-1965 |        |
| Atenógenes Gasga Quiterio       | 1966-1968 |        |
| Manuel Sotelo Carmona           | 1972-1974 |        |
| Esteban Aguirre Méndez          | 1975-1977 |        |
| Lizandro Bernardino             | 1978-1980 |        |
| Procoro Aguirre Méndez          | 1981-1983 |        |
| Jesús Añorve Anica              | 1984-1986 |        |
| Ing. Jiben A. Carmona Bustos    | 1987-1989 |        |
| Wilfrido Aguirre Méndez         | 1990-1992 |        |
| Felipe Esparza                  | 1993      |        |
| Gaspar Clemente Rodríguez       | 1994-1995 | PRI    |
| Procoro Aguirre Méndez          | 1996-1998 | PRI    |
| Rufino P. Gutiérrez Bautista    | 1999-2001 | PRI    |
| Adrián Pérez Bravo              | 2002-2004 | PRI    |
| Nicolás Santamaría Hernández    | 2005-2007 | PRI    |
| Alfredo Vicente Ojeda Serrano   | 2008-2010 | CONVER |
| José Alberto Hernández Clemente | 2011-2013 | PRI    |
| Rey Olmedo Martínez             | 2014-2016 | PUP    |